# 陈毅广场

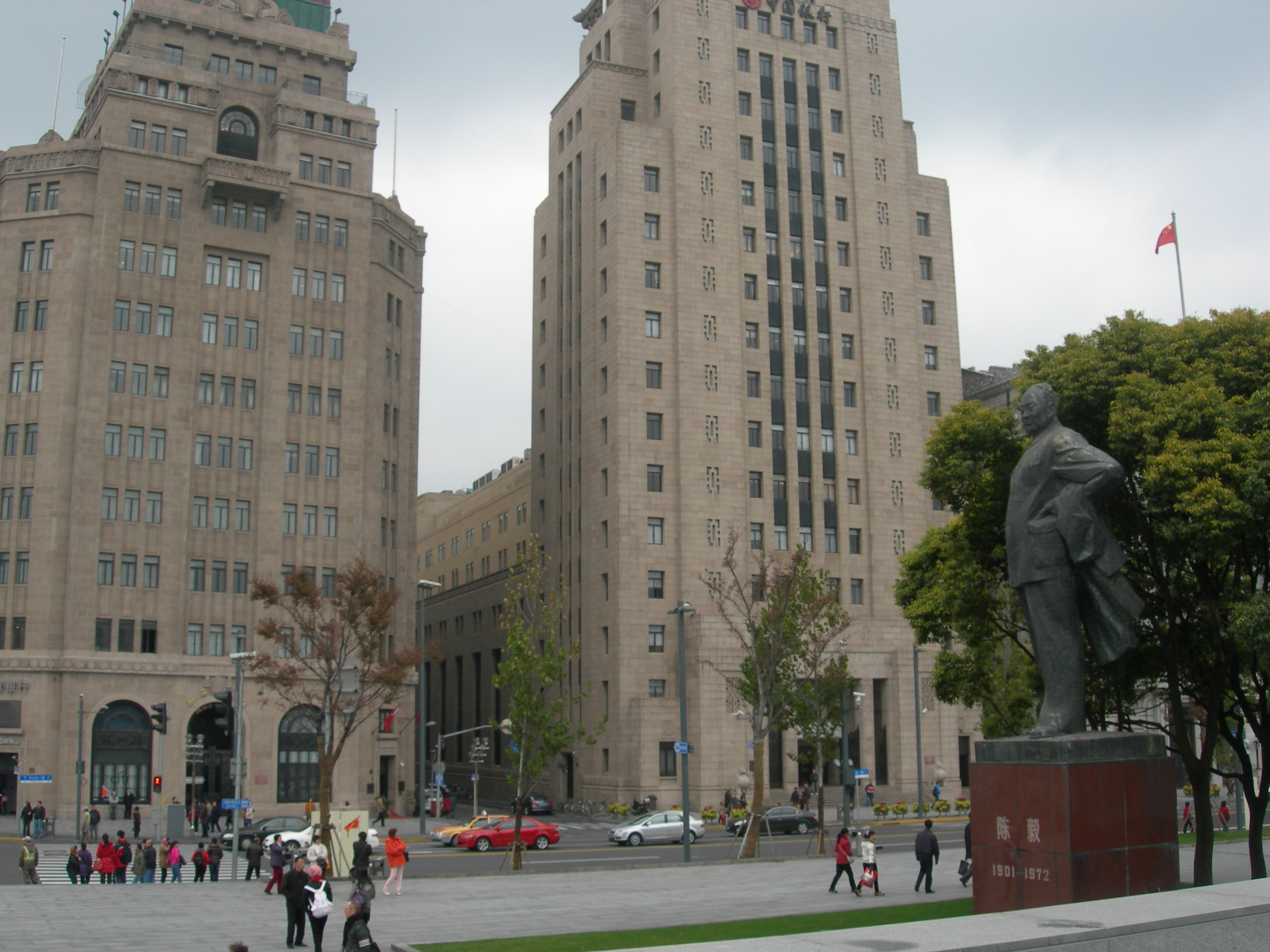
2010年的广场

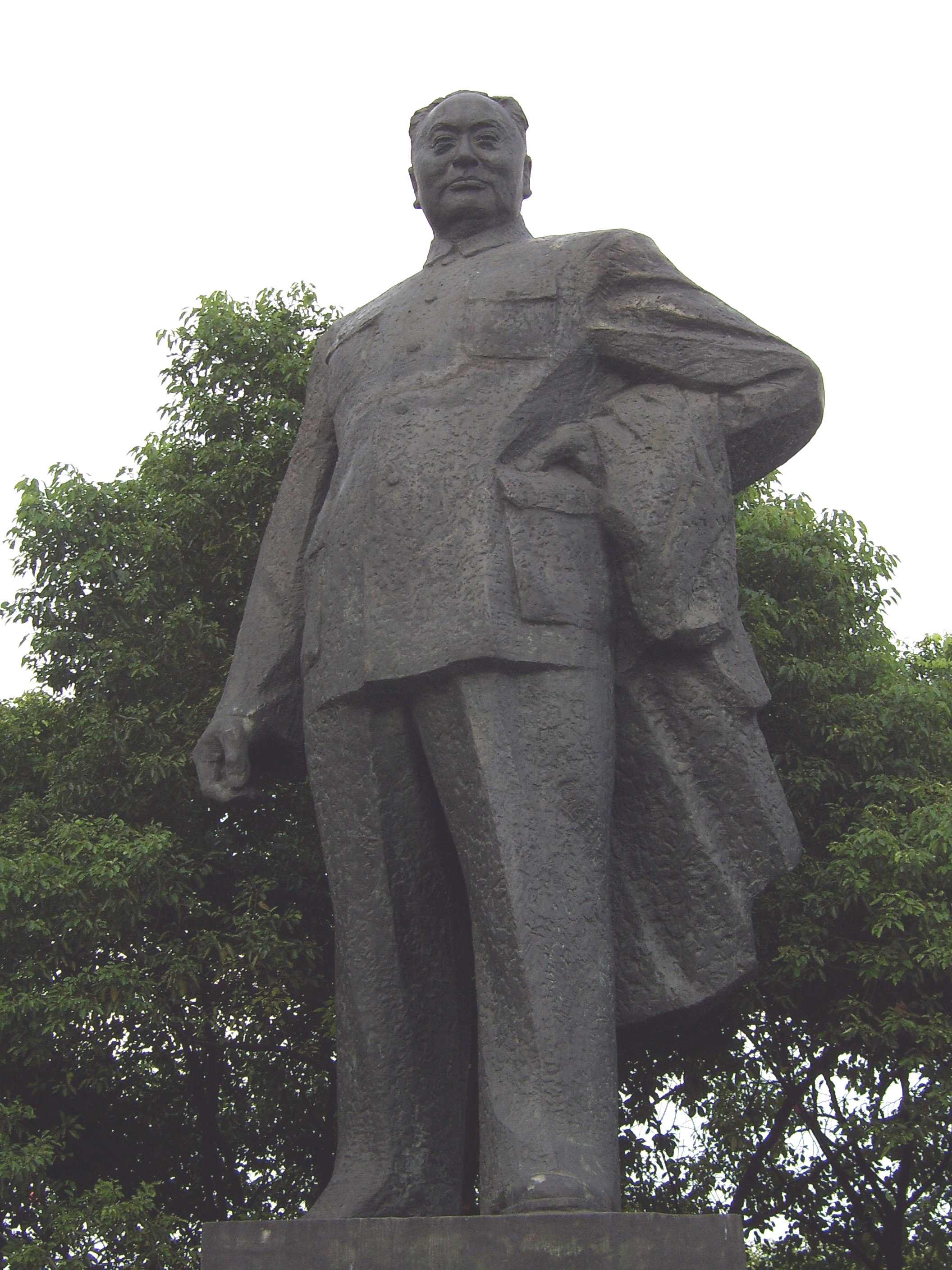
陈毅雕像

陈毅广场是位于上海外滩的一个广场，广场入口处耸立着中华人民共和国上海市第一位市长陈毅元帅的铜像。

## 历史
陈毅广场占地面积2858平方米，是上海外滩四大广场之一，另外三个为占地面积1884平方米的黄浦公园广场、占地面积4900平方米的外滩金融广场和占地面积2566平方米的延安路广场。

### 跨年踩踏事件
2014年12月31日曾发生踩踏事件，造成36人死亡，49人受伤。